# Cyrtopholis jamaicola
Cyrtopholis jamaicola är en spindelart som beskrevs av Embrik Strand 1908. Cyrtopholis jamaicola ingår i släktet Cyrtopholis och familjen fågelspindlar.
Artens utbredningsområde är Jamaica. Inga underarter finns listade i Catalogue of Life.